# Campeonato Europeo de Remo de 1963
El LIII Campeonato Europeo de Remo se celebró en 1963 en dos sedes: las pruebas masculinas en Copenhague (Dinamarca) y las femeninas en Moscú (URSS) bajo la organización de la Federación Internacional de Sociedades de Remo (FISA).
En total se disputaron doce pruebas diferentes, siete masculinas y cinco femeninas.

## Medallero
| Núm. | País           | Oro | Plata | Bronce | Total |
| ---- | -------------- | --- | ----- | ------ | ----- |
| 1    | URSS           | 5   | 1     | 2      | 8     |
| 2    | RFA            | 4   | 1     | 1      | 6     |
| 3    | Checoslovaquia | 2   | 1     | 2      | 5     |
| 4    | Italia         | 1   | 1     | 0      | 2     |
| 5    | RDA            | 0   | 3     | 0      | 3     |
| 6    | Países Bajos   | 0   | 2     | 1      | 3     |
| 7    | Rumania        | 0   | 1     | 2      | 3     |
| 8    | Francia        | 0   | 1     | 1      | 2     |
| 9    | Estados Unidos | 0   | 1     | 0      | 1     |
| 10   | Hungría        | 0   | 0     | 3      | 3     |
|      | TOTAL          | 12  | 12    | 12     | 36    |